# NGC 644
NGC 644 est une galaxie spirale barrée située dans la constellation du Phénix. NGC 644 a été découverte par l'astronome britannique John Herschel en 1834.

## Caractéristiques
Sa vitesse par rapport au fond diffus cosmologique est de 6 044 ± 16 km/s, ce qui correspond à une distance de Hubble de 89,2 ± 6,2 Mpc (∼291 millions d'al).
À ce jour, neuf mesures non basées sur le décalage vers le rouge (redshift) donnent une distance de 72,300 ± 9,443 Mpc (∼236 millions d'al), ce qui est tout juste à l'extérieur des valeurs de la distance de Hubble.
La classe de luminosité de NGC 644 est III.

## Supernova
La supernova SN 2011gm a été découverte dans NGC 644 le 21 novembre 2011 par l'astronome amateur néo-zélandais Stu Parker. Cette supernova était de type Ia.